# 复活节彩蛋树
复活节彩蛋树（Ostereierbaum）是德国的一种传统，當地人用复活节彩蛋装饰树木和灌木，這些樹木就被称为复活节彩蛋树。德國图林根州萨尔费尔德的复活节彩蛋树較為知名。

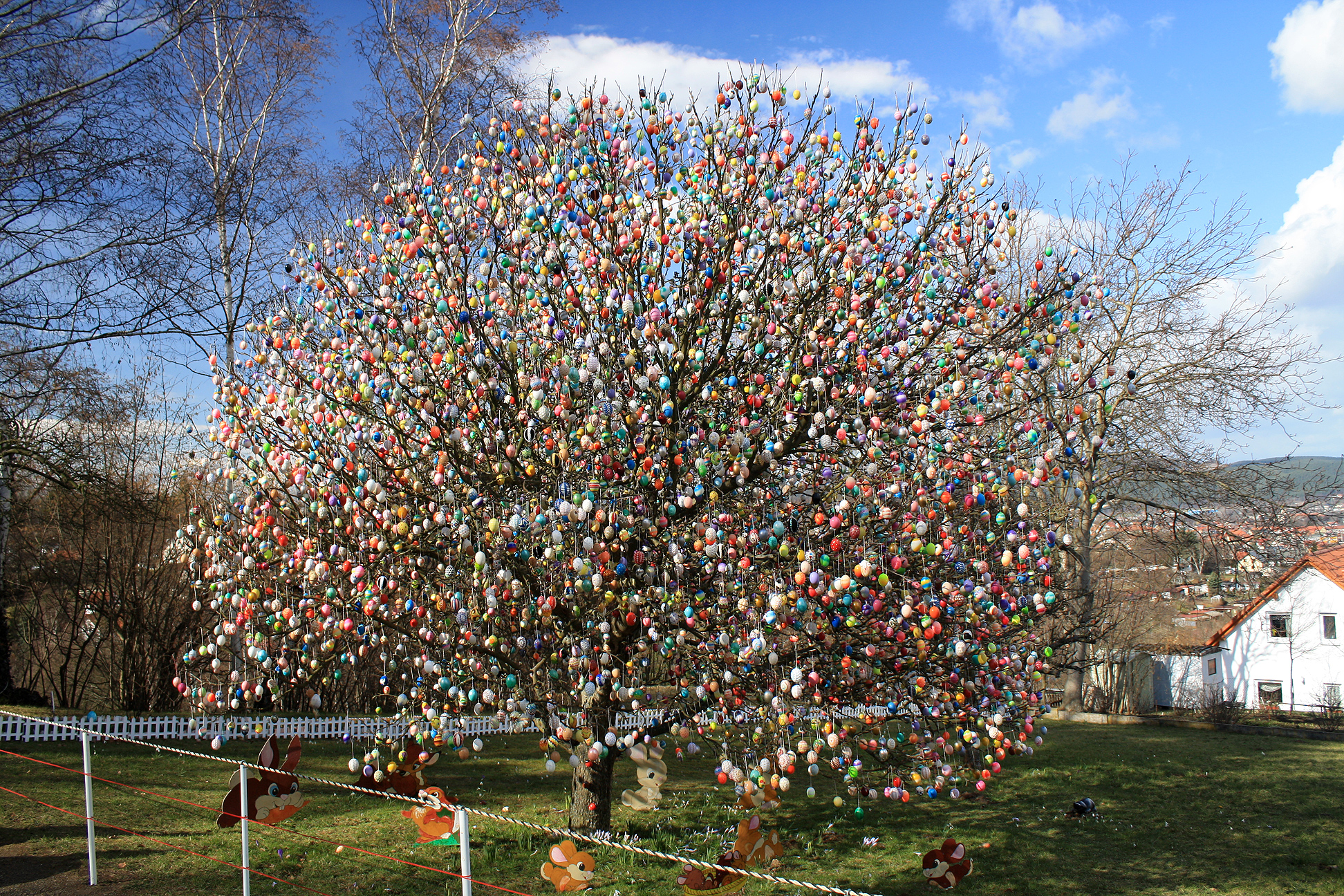
萨尔费尔德复活节彩蛋树上有9200枚复活节彩蛋，摄于2009年3月24日